# 八幡荘 (下総国)
八幡荘（やわたのしょう）は、中世の下総国葛飾郡にあった荘園。現在の千葉県市川市の北部地域に相当する。谷中郷・蘇谷（曽谷）郷・中沢郷・大野郷の4郷から構成される。
保元3年12月3日（1158年）付官宣旨に記された石清水八幡宮領「下総国 葛餝別宮」が前身と考えられる。
『吾妻鏡』文治2年3月12日（1186年）条の関東御知行国々内乃具未済庄々注文にも「八幡」とみえるが荘園領主の記載がなく、鎌倉時代には千田泰胤から娘婿の千葉頼胤に継承されたとされ、富木常忍・曾谷教信・太田乗明らが代官を務めていたとされる。彼らは迫害を受けていた日蓮を迎え入れてこれを保護した。そして富木常忍は日蓮の没後出家して日常と号し、日蓮のため自邸に建てた法華堂を法花寺と改め第1世貫首となった。
太田乗明の子日高は父の屋敷を本妙寺として日常を後継し第2世貫首となり、後の天文14年（1545年）に古河公方足利晴氏から法花寺・本妙寺の両寺を統合する寺号として贈られたのが今日の法華経寺であるとされている。
元応2年（1320年）には、本妙寺俗別当であった頼胤の嫡孫胤貞から猶子であり第3世貫首の日祐に八幡荘の一部が譲与され（『中山法華経寺文書』元応2年12月1日付千葉胤貞譲状）、以後南北朝時代を通して八幡荘のほとんどの地域が胤貞流千葉氏によって寄進されて（『中山法華経寺文書』観応3年4月25日付千葉胤継寄進状など）法華経寺領として伝えられたとされている。